# Moçambola
Moçambola jest najwyższą piłkarską klasą rozgrywkową w Mozambiku. Liga istnieje od 1976. Rozgrywki organizowane są przez Mozambicki Związek Piłki Nożnej.
Obecnie liga skupia 14 drużyn, które grają ze sobą mecz i rewanż (razem 26 kolejek). 3 najsłabsze zespoły na finiszu rozgrywek spadają do niższej ligi. Rozgrywki rozpoczynają się na przełomie marca i kwietnia, a kończą w październiku.

## Kluby w sezonie 2011
| Klub                      | Miasto         |
| Atlético Muçulmano Matola | Machava Matola |
| Matchedje Maputo          | Maputo         |
| Chingale Tete             | Tete           |
| CD Costa do Sol           | Maputo         |
| Desportivo Maputo         | Maputo         |
| Ferroviário Beira         | Beira          |
| Ferroviário Maputo        | Maputo         |
| Ferroviário Nampula       | Nampula        |
| Incomáti Xinavane         | Xinavane       |
| Liga Muçulmana            | Maputo         |
| CD Maxaquene              | Maputo         |
| HCB Songo                 | Songo          |
| Sporting Beira            | Beira          |
| Vilankulo FC              | Vilankulo      |

## Mistrzowie Mozambiku

### Mistrzowie kolonialni
| - 1956: Ferroviário Lourenço Marques - 1957: Desportivo Lourenço Marques - 1958: Ferroviário Beira - 1959: Sporting Nampula - 1960: Sporting Lourenço Marques - 1961: Ferroviário Lourenço Marques - 1962: Sporting Lourenço Marques - 1963: Ferroviário Lourenço Marques - 1964: Desportivo Lourenço Marques - 1965: nie ukończono |  | - 1966: Ferroviário Lourenço Marques - 1967: Ferroviário Lourenço Marques - 1968: Ferroviário Lourenço Marques - 1969: Textáfrica Vila Pery - 1970: Ferroviário Lourenço Marques - 1971: Textáfrica Vila Pery - 1972: Ferroviário Lourenço Marques - 1973: Textáfrica Vila Pery - 1974: Ferroviário Beira |

### Mistrzowie niepodległego Mozambiku
| - 1975: brak rozgrywek ogólnokrajowych - 1976: Textáfrica do Chimoio - 1977: Desportivo Maputo - 1978: Desportivo Maputo - 1979: CD Costa do Sol - 1980: CD Costa do Sol - 1981: Têxtil Punguè - 1982: Ferroviário Maputo - 1983: Desportivo Maputo - 1984: CD Maxaquene - 1985: CD Maxaquene - 1986: CD Maxaquene - 1987: Matchedje Maputo - 1988: Desportivo Maputo - 1989: Ferroviário Maputo - 1990: Matchedje Maputo - 1991: CD Costa do Sol - 1992: CD Costa do Sol - 1993: CD Costa do Sol - 1994: CD Costa do Sol |  | - 1995: Desportivo Maputo - 1996: Ferroviário Maputo - 1997: Ferroviário Maputo - 1998: nikt - 1998/1999: Ferroviário Maputo - 1999/2000: CD Costa do Sol - 2000/2001: CD Costa do Sol - 2002: Ferroviário Maputo - 2003: CD Maxaquene - 2004: Ferroviário Nampula - 2005: Ferroviário Maputo - 2006: Desportivo Maputo - 2007: CD Costa do Sol - 2008: Ferroviário Maputo - 2009: Ferroviário Maputo - 2010: Liga Muçulmana - 2011: Liga Muçulmana - 2012: CD Maxaquene |

## Podsumowanie
| L.p. | Klub                | Liczba tytułów | Ostatni tytuł |
| 1    | CD Costa do Sol     | 9              | 2007          |
| 2    | Ferroviário Maputo  | 9              | 2009          |
| 3    | Desportivo Maputo   | 6              | 2006          |
| 4    | CD Maxaquene        | 5              | 2012          |
| 5    | Liga Muçulmana      | 2              | 2011          |
| 5    | Matchedje Maputo    | 2              | 1990          |
| 7    | Ferroviário Nampula | 1              | 2004          |
| 7    | Textáfrica Chimoio  | 1              | 1976          |
| 7    | Têxtil Punguè       | 1              | 1981          |

## Królowie strzelców
| Sezon | Król strzelców     | Klub                  | Bramki |
| 2002  | Genito             | CD Maxaquene          | 11     |
| 2003  |                    |                       |        |
| 2004  | Ruben              | Ferroviário Beira     |        |
| 2005  | Maurício Pequenino | Desportivo Maputo     | 14     |
| 2006  | Maurício Pequenino | Desportivo Maputo     | 11     |
| 2007  | Tó                 | CD Costa do Sol       | 16     |
| 2008  | Luis               | Ferroviário Maputo    | 15     |
| 2009  | Jerry Sitoe        | Ferroviário Maputo    | 16     |
| 2010  | Jerry Sitoe        | Ferroviário Maputo    | 16     |
| 2011  | Betinho            | CD Maxaquene          | 15     |
| 2012  | Sonito             | Liga Muçulmana Maputo | 9      |